# Ґурка-Духовна
Ґурка-Духовна (пол. Górka Duchowna) — село в Польщі, у гміні Ліпно Лещинського повіту Великопольського воєводства.
Населення — 491 особа (2011).
У 1975-1998 роках село належало до Лешненського воєводства.

## Демографія
Демографічна структура станом на 31 березня 2011 року:
|          | Загалом | Допрацездатний вік | Працездатний вік | Постпрацездатний вік |
| -------- | ------- | ------------------ | ---------------- | -------------------- |
| Чоловіки | 228     | 55                 | 149              | 24                   |
| Жінки    | 263     | 59                 | 155              | 49                   |
| Разом    | 491     | 114                | 304              | 73                   |